# Guasca
Guasca ist eine Gemeinde (municipio) im kolumbianischen Departamento Cundinamarca. Der Name hat seinen Ursprung in der Sprache der Chibcha und bedeutet „Von Bergen umringt“.

## Geographie und Klima

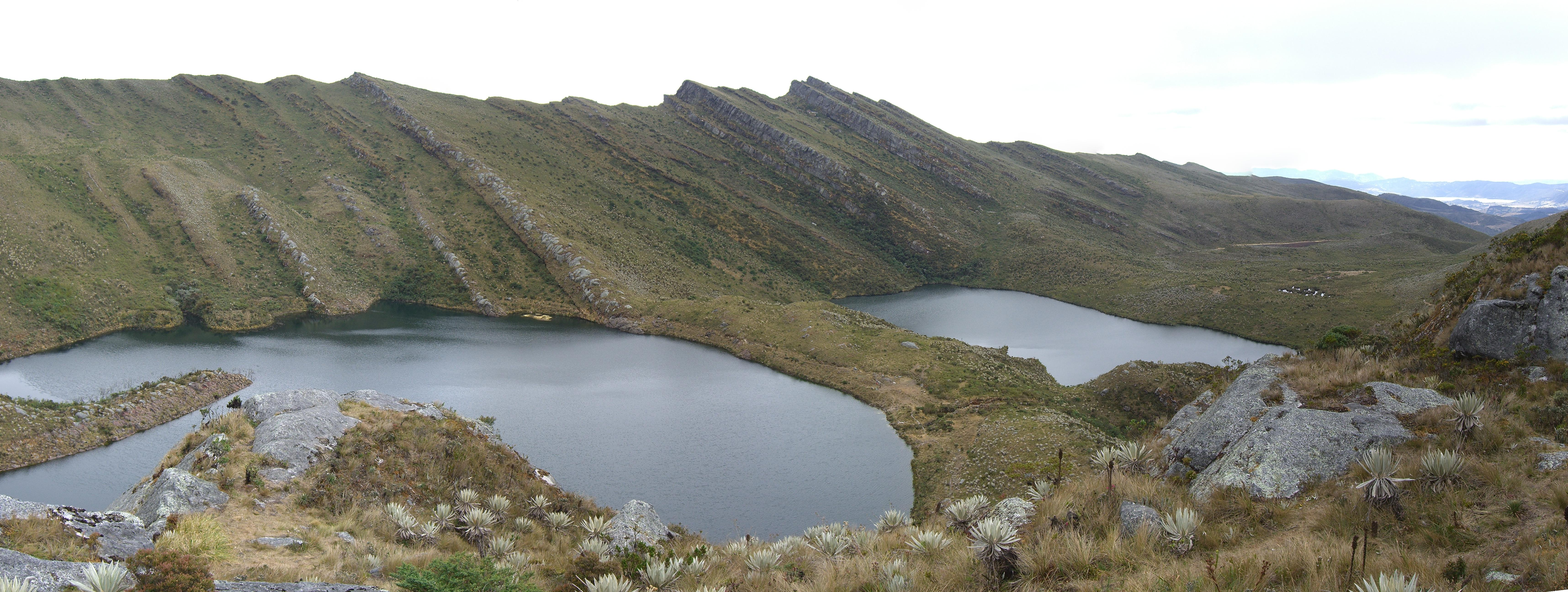
Die Lagunas de Siecha

Guasca liegt auf 2710 m ungefähr 50 Kilometer nordöstlich von Bogotá entfernt und dehnt sich über 346 km² aus. Davon sind 8,8 km² bebautes Gebiet; der Rest wird landwirtschaftlich genutzt oder liegt brach. Die Durchschnittstemperatur liegt bei 13 °C. Die Gemeinde grenzt im Norden an Guatavita und Tocancipá, im Osten an Junín, im Süden an La Calera und Fómeque und im Westen an Sopó. Auf dem Gebiet der Gemeinde befindet sich ein Teil des Naturparks Chingaza, in dem sich unter anderem die Lagunas de Siecha befinden, drei Bergseen, die heilige Orte für die Muiscas darstellten.

## Bevölkerung
Die Gemeinde Guasca hat 15.727 Einwohner, von denen 5642 im städtischen Teil (cabecera municipal) der Gemeinde leben (Stand: 2019).

## Geschichte
Guasca geht auf eine indigene Siedlung der Muiscas zurück, die bereits vor Ankunft der Spanier Bestand hatte. Der spanische Ort wurde offiziell im Jahre 1600 durch Luis Enríquez gegründet. Als weiteres Gründungsdatum wird 1639 angegeben. Beide Jahreszahlen verweisen jedoch eher auf einen Kurzbesuch eines Repräsentanten der spanischen Krone mit dem Ziel, die indigene Bevölkerung in den Rahmen der spanischen Siedlung um die christliche Kapelle zu drängen. Das ursprüngliche Zentrum von Guasca lag um die Capilla de Siecha. Später wurde der Ort an die heutige Stelle verlegt. Seit 1778 ist Guasca eine Kirchengemeinde.

## Gliederung

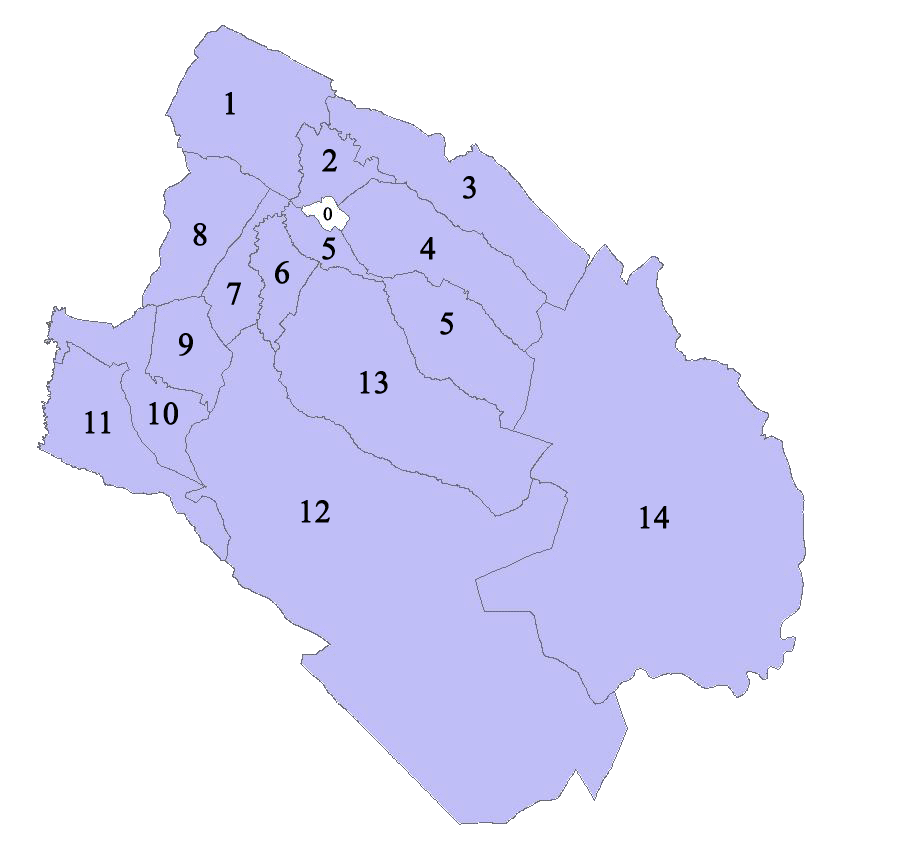
Administrative Gliederung

Die Gemeinde Guasca besteht aus dem urbanen Zentrum und 14 ländlichen Veredas:
0: Centro Urbano
1: Santuario
2: Flores
3: Santa Bárbara
4: Pastor Ospina (benannt nach dem Bruder von Mariano Ospina Rodríguez)
5: Floresta
6: San José
7: San Isidro
8: Mariano Ospina
9: Santa Lucía
10: El Salitre (Salitre Alto y Salitre Bajo)
11: Santa Isabel de Potosí (vormals: Potosí)
12: La Trinidad
13: Santa Ana
14: Concepción

## Wirtschaft
Die wichtigsten Wirtschaftszweige von Guasca sind Landwirtschaft und Milchproduktion. Angebaut werden insbesondere Zierpflanzen, Kartoffeln und Erdbeeren.

## Söhne und Töchter der Stadt
- Mariano Ospina Rodríguez (1805–1885), kolumbianischer Präsident